# باسان
باسان (به فرانسوی: Bassanne) یک کمون (فرانسه) در فرانسه است که در canton of Auros واقع شده‌است. باسان ۲٫۵۴ کیلومتر مربع مساحت دارد ۱۲ متر بالاتر از سطح دریا واقع شده‌است.